# 莫里士·薩奇

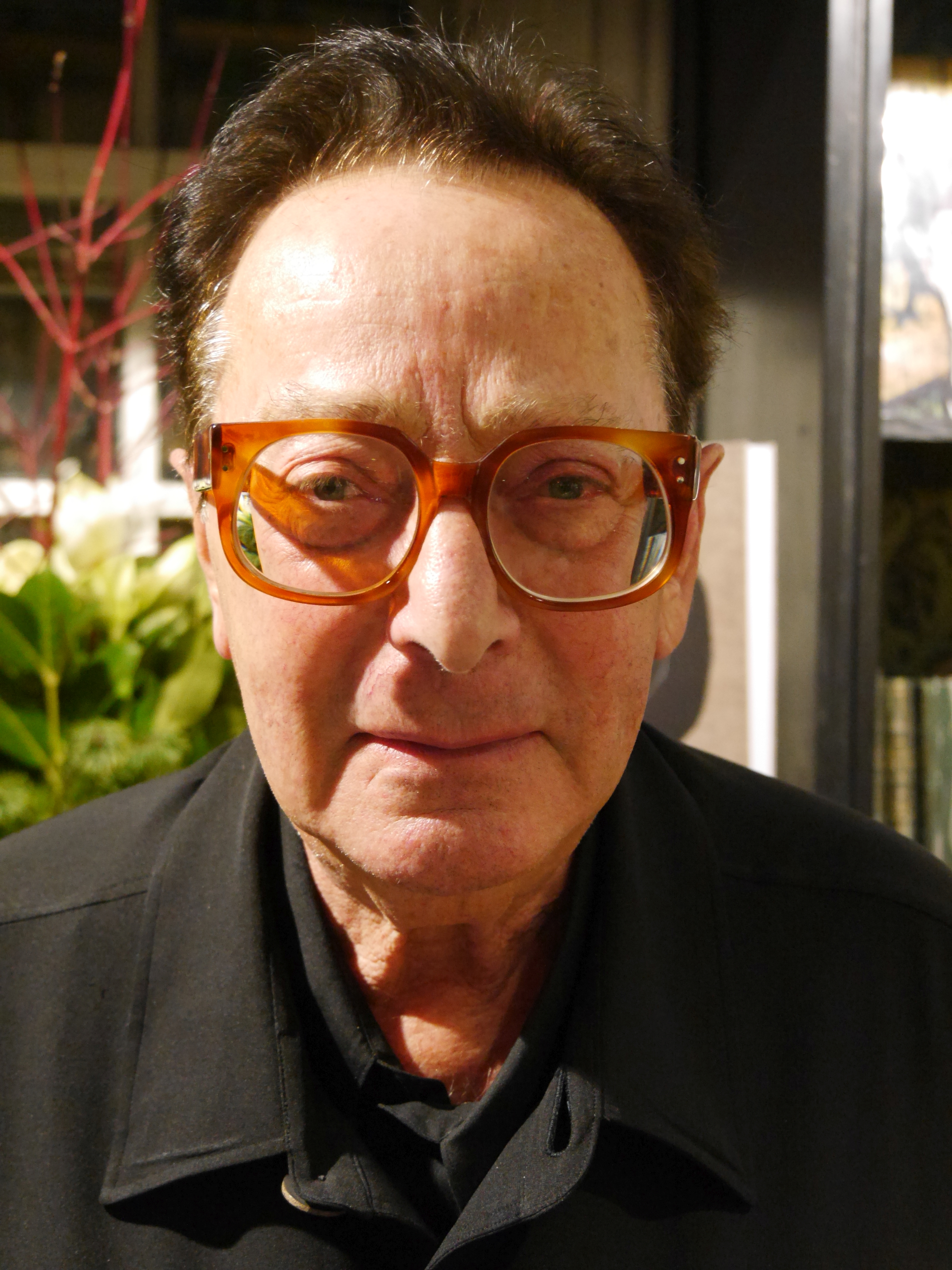
莫里士·薩奇

莫里士·薩奇 (Maurice Nathan Saatchi， 1946年6月21日—）是一位英国商人，他与他的兄弟共同创立了广告公司上奇广告。1996年10月4日，他成為終身貴族，他還是保守黨籍的英國上議院醫院。莫里士·薩奇主张減少稅收，而且英国最贫困的800万人不应缴纳所得税。  2014年6月，他又建议小企业不应缴纳公司税，小企业的投资者不应缴纳资本利得税。